# McGregor, Minnesota
McGregor là một thành phố thuộc quận Aitkin, tiểu bang Minnesota, Hoa Kỳ. Năm 2010, dân số của thành phố này là 391 người.

## Dân số
- Dân số năm 2000: 404 người.
- Dân số năm 2010: 391 người.